# Tư Mã Việt
Tư Mã Việt (chữ Hán: 司馬越, ?-311), tức Đông Hải Hiếu Hiến vương (東海孝獻王), tự là Nguyên Siêu (元超), là tông thất của nhà Tấn, một trong tám vị chư hầu vương trong loạn bát vương đầu thời Tấn trong lịch sử Trung Quốc.
Ông nội của Tư Mã Việt là Tư Mã Quỳ, em trai của Tấn Tuyên đế Tư Mã Ý. Họ Tư Mã từ năm 251 đã nắm được quyền chính của nhà Ngụy, trải qua ba đời là Tuyên đế Tư Mã Ý, Cảnh đế Tư Mã Sư và Văn đế Tư Mã Chiêu. Đến năm 265, con Tư Mã Chiêu là Tư Mã Viêm cướp ngôi nhà Ngụy, lập ra nhà Tấn. Về thế thứ trong dòng họ, Tư Mã Việt thuộc dòng thứ, gọi Tấn Vũ đế Tư Mã Viêm là anh và thuộc hàng chú của Tấn Huệ đế Tư Mã Trung.

## Được phong Đông Hải vương
Buổi đầu, Tư Mã Việt được phong làm Kị đô úy, cùng phò mã đô úy Dương Mạc và Lang Tà quận vương Tư Mã Luân làm thị giảng cho thái tử Tư Mã Trung (con trai Tấn Vũ đế). Năm 291, thời Huệ đế (tức Tư Mã Trung, Tư Mã Việt tham gia vào cuộc lật đổ ngoại thích Dương Tuấn (ông ngoại Tấn Huệ đế), lập được công nên được phong làm Ngũ Thiên Hộ hầu, Phụ quốc tướng quân, Thượng thư Hữu phó xạ. Sau đó, ông được phong làm Đông Hải vương. Đến năm Vĩnh Khang, ông được thăng làm Trung thư lệnh, cai quản Trung thư giám.

## Diệt Tư Mã Nghệ
Năm 301, Tư Mã Luân cướp ngôi Tấn Huệ đế, mở ra loạn bát vương trong lịch sử Trung Quốc. Đến tháng 4 năm đó, Tề vương Tư Mã Quýnh giết chết Tư Mã Luân, lập lại Huệ đế và nắm quyền chính. Tuy nhiên sang tháng 12 năm 302, Trường Sa vương Tư Mã Nghệ giết Tư Mã Quýnh và nắm được quyền hành. Tấn Huệ đế phong cho Dương thị làm Hoàng hậu và cháu nội là Tư Mã Tân làm thái tôn.
Năm Thái An thứ hai (303), Hà Gian vương Tư Mã Ngung và Thành Đô vương Tư Mã Dĩnh hợp binh đánh Tư Mã Nghệ. Hai bên giao chiến ác liệt, giằng co nhiều trận. Tư Mã Nghệ đem quân cố thủ Lạc Dương, lại sai Dương Trầm đánh Tư Mã Ngung. Cùng lúc đó, do đố kị với Tư Mã Nghệ, Tư Mã Việt bèn nói loan lên rằng Tư Mã Ngung và Tư Mã Vĩnh đánh thành không phải vì muốn hại Tấn Huệ Đế mà vì muốn giết Nghệ, rồi truy lùng Nghệ. Nghệ trốn sang thành Kim Dung. Được Hoàng môn lang Phan Thao khuyến khích, Tư Mã Việt bèn báo cho Vương Phường là tướng của Tư Mã Ngung đem quân đánh Tư Mã Nghệ, giết chết Nghệ.
Sau khi Tư Mã Nghệ bị giết chết, Tư Mã Dĩnh vào thành, tự xưng là Thừa tướng, Hoàng Thái đệ và phong Tư Mã Việt làm Thượng thư lệnh.

## Phân tranh cùng Dĩnh, Ngung
Từ khi lên làm Hoàng Thái đệ, Tư Mã Dĩnh sinh kiêu căng, bị dân chúng bất mãn. Năm Vĩnh An thứ nhất (304), Tư Mã Việt tức giận cùng tướng Trần Mạch mang quân đánh Dĩnh. Dĩnh thua chạy về Nghiệp Thành. Việt phục ngôi cho Dương Hậu và Thái tử. Sau đó, Tư Mã Việt ép Tấn Huệ đế phong mình làm đại đô đốc, đưa Huệ đế Việt thân chinh cùng đánh Nghiệp Thành để tận diệt Tư Mã Dĩnh. Tuy nhiên do chủ quan, tưởng quân Dĩnh tan rã, nên bị Dĩnh đánh úp, thua chạy tơi tả, còn Tấn Huệ đế bị Thạch Siêu bắt đem về Nghiệp Thành.
Tư Mã Việt thua trận trốn sang Hạ Bi, nhờ Từ châu đô đốc, Đông Bình vương Tư Mã Mậu nhưng Mậu không chịu tiếp nên ông phải chạy về đất phong của mình là quận Đông Hải. Cùng năm đó, thái tể Tư Mã Ngung ép Tấn Huệ đế phong Tư Mã Việt làm thái phó, cùng mình phụ chính nhưng ông không nhận.
Trong khi đó, phe Tư Mã Dĩnh thấy Dĩnh bị truất ngôi Hoàng thái đệ, bộ tướng Công Sư Phiên cũng khởi binh làm loạn. Tư Mã Việt sai Tuân Hi đi đánh không dẹp được. Cùng lúc đó, ông lôi kéo được Lưu Dư, lại muốn tận dụng binh lực của Thứ sử Dự Châu Lưu Kiều nhưng Kiều không nghe lệnh, chống lại Việt và theo phe Ngung.
Nghe tin Trương Phường ép Tấn Huệ đế dời đô Trường An, Trung úy Đông Hải là Lưu Hiệp khuyên Tư Mã Việt phát binh. Tư Mã Việt bèn phong Lưu Hiệp làm Tả Tư mã, Tào Phức làm Quân ty chuẩn bị khởi binh. Ông tự xưng là Đô đốc Từ châu, dời Tư Mã Mậu làm Thứ sử Duyễn châu. Sau đó, ông mời Đô đốc U Châu Vương Tuấn và Thứ sử Kinh Châu Tư Mã Đằng mang quân đánh Tư Mã Dĩnh. Hà Gian vương Tư Mã Ngung ép Huệ đế hạ chiếu giáng chức Tư Mã Việt, triệu về đất phong. Tư Mã Việt đành phải nghe lệnh, đem 3 vạn tướng sĩ về Tiểu Huyền. Thứ sử Dự Châu là Lưu Kiều sai con là Lưu Hưu đem quân đánh Tư Mã Việt. Tư Mã Việt thất bại. Tuy nhiên sau đó PHạm Dương vương Tư Mã Hao cùng đô đốc Điền Huy nghênh tiếp ông. Được sự giúp đỡ của Tư Mã Hao, Tư Mã Việt đem quân tấn công Tư Mã Ngung (lúc này đã nắm được quyền chính). Tư Mã Ngung bèn giết chết Vương Phương để tạ tội với Tư Mã Việt, nhưng bị ông cự tuyệt, ép phải trả lại Tấn Huệ đế
Năm 306, Tư Mã Việt sai tướng quân ở Sơn Đông là Kì Hoằng đem quân vào Trường An, đưa Tấn Huệ đế về Lạc Dương.

## Quyền thần nhà Tấn
Sau khi nắm được Huệ đế, Tư Mã Việt nhanh chóng diệt được phe Ngung-Dĩnh, một mình nắm quyền. Loạn bát vương kết thúc với chiến thắng thuộc về Tư Mã Việt. Ông được Tấn Huệ đế phong làm Thái phó, lục thượng thư sự, lại phong thêm cho hai quân Tế Dương, Hạ Bi. Tháng 11 năm 306, Tư Mã Việt đầu độc chết Tấn Huệ đế, lập Hoàng Thái đệ Tư Mã Xí, con thứ 25 của Tấn Vũ đế làm vua, tức Tấn Hoài đế. Quyền chính trong triều hoàn toàn rơi vào tay Tư Mã Việt.
Năm 307, Lại Bộ lang Châu mục, cậu Thanh Hà vương Tư Mã Đàm, là người cùng phe với Tư Mã Việt và em gái là Gia Cát Mai đề nghị Tư Mã Việt phế Tấn Hoài đế, lập Thanh Hà vương làm thiên tử. Tư Mã Việt không nghe, giết hết hai người, nhưng tha cho ba họ. Nhân đó ông dâng sớ xin bỏ hình phạt tru di ba họ.
Năm 308, Hán vương Lưu Uyên tự xưng Hoàng đế, đặt quốc hiệu là Hán, mở ra thời Ngũ Hồ Thập lục quốc. Tấn Hoài đế cho Tư Mã Việt thống lĩnh quân chống Hung Nô.
Cùng năm 308, Lưu Uyên đem quân đánh Hứa Xương. Tư Mã Việt cử Tả Tư mã Vương Bân đem 5000 quân bảo vệ kinh thành Lạc Dương.
Bộ tướng của Tư Mã Dĩnh là Công Sư Phiên lại khởi binh báo thù cho chủ. Phiên chết, bộ tướng Ngập Tân và Thạch Lặc vẫn không chịu bãi binh, mang quân đánh chiếm Nghiệp Thành, giết Tân Thái Vương Tư Mã Đằng. Tư Mã Việt sai Tuân Hi mang quân đánh chiếm lại được Nghiệp Thành. Thạch Lặc thua chạy về hàng Lưu Uyên.
Năm 310, con Lưu Uyên là Lưu Thông sai 10 vạn quân đánh Lạc Dương. Tư Mã Viên đem 38 vạn quân ra chống, buộc Hung Nô lui quân.
Tư Mã Việt cầm quyền trong triều, giết nhiều người thân tín của Hoài đế. Hai bên xảy ra xung đột. Tháng 10 năm 310, các tướng Hán Triệu là Lưu Diệu, Lưu Xán (con Lưu Thông), Vương Di, Thạch Lặc chia đường cùng nhau tấn công Lạc Dương lần thứ ba. Tấn Hoài đế sai người đến các quận cầu cứu nhưng không có kết quả.
Tháng 10 năm 310, Tư Mã Việt đưa quân về Hứa Xương, để Hoài đế ở Lạc Dương.

## Qua đời
Tư Mã Việt nắm giữ quyền chính, tỏ ra chuyên quyền hống hách, lấn át Tấn Hoài đế. Sau khi đem quân đuổi Hung Nô, Tấn Hoài đế không cho quân đuổi theo nữa mà rút về Trường An. Tư Mã Việt không đồng ý, liền thúc quân đuổi theo quân Hung Nô. Hai bên xảy ra mâu thuẫn với nhau.
Năm 311, Tấn Hoài đế phong Chinh đông tướng quân Tuân Hi làm Đại tướng quân, ban chiếu kể tội trạng của Tư Mã Việt, lệnh cho các trấn đem quân thảo phạt. Tuân Hi bắt giết phe cánh của Việt. Cùng lúc đó Tư Mã Việt bị bệnh qua đời ở Hạng Thành. Trong quân không vội phát tang, Tương Dương vương Tư Mã Phạm và Tư đồ Vương Diễn dẫn quân đưa thi thể ông vào Đông Hải an táng, bị tướng của Lưu Thông là Thạch Lặc đuổi theo, truy bắt, giết chết mấy vạn quân.
Thạch Lặc bắt được Vương Diễn và quan tài Tư Mã Việt, bèn giết Diễn và băm xác Tư Mã Việt.
Không rõ Tư Mã Việt thọ được bao nhiêu tuổi. Tấn Hoài đế xuống chiếu biếm Tư Mã Việt làm Huyền vương.
Tướng của Tư Mã Việt là Hà Luân, Lý Uẩn nghe tin ông qua đời, bèn dẫn thế tử Tư Mã Bì cùng gia quyến của ông bỏ trốn, đến đất Thương thì bị Thạch Lặc bắt được. Toàn bộ gia quyến của ông đều bị hại. Lý Uẩn trốn sang Quảng Tông còn Hà Luân trốn đến Hạ Bì. Vợ của ông là Bùi phi bị bắt.
Không bao lâu sau, Lưu Thông đem quân tiến chiếm Lạc Dương, tiêu diệt nhà Tây Tấn. Sau này, Tấn Nguyên Đế lập ra nhà Đông Tấn, truy tôn ông là Đông Hải Hiếu Hiến vương, và lập con là Tư Mã Xung làm Đông Hải vương, kế tục ông.